# Viișoara (Târgu Trotuș), Bacău
Viișoara este un sat în comuna Târgu Trotuș din județul Bacău, Moldova, România.

## Personalități
- Mihai Drăgan (n. 1937-d. 1993) –  critic și istoric literar român, profesor la Universitatea „Alexandru Ioan Cuza” din Iași.
- Chiriac Avădanei (n. 1927-d. 2014)- inginer proiectant al Canalului Dunare-Marea Neagră